# Jacksepticeye
Seán William McLoughlin (né le 7 février 1990), connu en ligne sous le pseudonyme Jacksepticeye, est un vidéaste irlandais qui poste ses vidéos réalisées sur divers jeux vidéo sur la plateforme d'hébergement YouTube.
McLoughlin a commencé sa carrière de youtubeur en 2012, mais ce n'est qu'après avoir remporté la compétition de shoutout organisée en 2013 par le célèbre Suédois, Pewdiepie, que sa chaîne a pu se développer, avec l'arrivée massive de nombreux abonnés. En trois ans, sa chaîne a gagné en influence dans le milieu des Let's Play sur YouTube. Il représente sa chaîne aux côtés de son partenaire fictif et avatar nommé Sam, un œil vert infecté pourvu d'une queue.
En juin 2020, sa chaîne a 24,2 millions d'abonnés, plus de 10,5 milliards de vues au total, et est actuellement la 49e chaine comptant le plus d'abonnés sur YouTube.
McLoughlin a co-organisé l'événement South by Southwest en mars 2016,.

## Vie personnelle
McLoughlin est né le 7 février 1990, en Irlande. Il a grandi à Cloghan dans le Conté Offaly, en Irlande et à vécu pendant un moment à Banagher.
À 18 ans, McLoughlin et sa famille déménagent à Ballycumber. Il étudie la technologie et production musicale à l'Institut de technologie de Limerick. McLoughlin quitte ses études au bout de trois ans. En 2014, il s'installe à Athlone, dans le comté de Westmeath où il étudie à l'Institut de technologie d'Athlone. Il déménage en 2017 à Brighton en Angleterre,.
Il est l'ancien batteur d'un groupe d'indie metalcore nommé Raised to the Ground.
L'un de ses frères aînés, Malcolm McLoughlin, est écrivain.
Il annonce sur Twitter le 9 mars 2022, avoir été diagnostiqué d'un TDAH.
Le 28 novembre 2024, il annonce sur YouTube qu'il a été diagnostiqué d'autisme.

## Carrière

### Début de carrière
McLoughlin a rejoint YouTube le 24 février 2007, sous le nom d'utilisateur « jacksepticeye ». Il a commencé sa carrière YouTube avec ses impressions sur Solid Snake publiées en ligne le 12 novembre 2012, et a commencé à produire des vidéos let's play de Far Cry 3 et Dark Souls peu de temps après. Ses anciennes vidéos sont considérées comme beaucoup « plus calmes » que ses plus récentes, ce qui lui permet de se qualifier lui-même comme « le plus énergique commentateur de jeux vidéo sur YouTube. »
McLoughlin tient son surnom « Jack » de sa mère et par la suite de son ami, qui le surnommait ainsi lorsqu'il était plus jeune. Ses amis se sont mis à l'appeler « Jacksepticeye » le jour où, jouant au football, il s'est coupé l’œil avec les lunettes de l'un de ses amis. Selon lui, la blessure a saigné pendant un long moment et s'est par la suite infectée, au bout de quelques semaines, d'où le nom de « Jack septic eye ».
McLoughlin sortait deux vidéos par jour entre 2013 et 2018, réduisant plus tard le nombre à une vidéo par jour. Il arrêtera plus tard de faire des vidéos quotidiennes. Il fait plusieurs séries de jeux vidéo, dont les épisodes de chaque série en particulier sont généralement espacés de trois à cinq jours entre eux. L'une des deux séries qui n'est pas consacrée aux jeux vidéo sur sa chaîne s'appelle « Lecture de Vos Commentaires », où il répond à plusieurs commentaires provenant de différents sites de réseau sociaux, allant des commentaires offensants aux commentaires de soutien. La deuxième série consiste en des blogs vidéo, où il parle majoritairement de sa vie ou des faits récents concernant sa chaîne.

### Le shoutout de Pewdiepie et la croissance de la chaîne
La chaîne a d'abord commencé à croître en septembre 2013, après que PewDiePie a déclaré sa chaîne comme gagnante de la compétition « shout-out » pour les aspirants youtubeurs avec un faible nombre d'abonnés. Sa chaîne avait, à cette époque, environ 2 000 abonnés, et en un an, ce chiffre a augmenté de plus de 1 000 000.
En octobre 2016, sa chaîne a franchi la barre des 15 millions d'abonnés.

### James Farr Animation Collaboration
En janvier 2015, James Farr a commencé l'animation de nombreuses vidéo en association avec McLoughlin basé sur les jeux suivants :
- Five Nights at Freddy's
- Five Nights at Freddy's 2
- Five Nights at Freddy's 3 et Five Nights at Freddy's 4
- Super Mario Maker

## Filmographie
- 2021 : Free Guy de Shawn Levy[18]: lui-même (caméo)
- 2022 : How Did We Get Here?[19],[20]: Jacksepticeye/lui-même
- 2022 : In Space with Markiplier[18] : Drones
- A venir : Iron Lung[21]: Voix

## Autres projets

### Business
En octobre 2018, McLoughlin met en ligne un vidéo qui annonce Cloak, une compagnie de vêtement qui vise une clientèle d'amateurs de jeux vidéos, fondé avec le YouTuber Markiplier. La streameuse Imane Anys (Pokimane) se joint à l'équipe comme partenaire et directrice créative en 2020. 
Avec le streameur Ethan Nestor, il démarre en avril 2023 le podcast Brain Leak disponible sur Youtube. 